# 스트란드긴꼬리쥐
스트란드긴꼬리쥐(Sicista strandi)는 뛰는쥐과에 속하는 설치류의 일종이다. 러시아의 토착종이다.